# Gianrico Tedeschi
Pour les articles homonymes, voir Tedeschi.
Gianrico Tedeschi (né à Milan le 20 avril 1920 et mort le 27 juillet 2020) est un acteur italien. Il est apparu dans plus de 50 films entre 1943 et 2013.

## Biographie
Né à Milan, étudiant à l'Université catholique du Sacré-Cœur, Gianrico Tedeschi a obtenu un diplôme en pédagogie avant de s'inscrire à l'Académie nationale d'art dramatique, qu'il  abandonne au bout de deux ans pour faire ses débuts professionnels avec la compagnie théâtrale Evi Maltagliati-Salvo Randone-Tino Carraro entreprise en phase de démarrage. Pendant la Seconde Guerre mondiale, il est appelé aux armes comme officier et participa à la campagne de Grèce.  Fait prisonnier après l'armistice de Cassibile, il est interné dans les camps de Benjaminovo, Sandbostel et Wietzendorf.  À la fin des années 1940, il rejoint la compagnie  Andreina Pagnani-Gino Cervi , avec laquelle il obtient  un premier succès personnel pour sa performance dans la comédie  Quel signore che venne a pranzo. Par la suite, il  travaille avec Luchino Visconti et avec Giorgio Strehler au Piccolo Teatro di Milano. Il a également fait des tournées aux États-Unis, Union soviétique, Paris et Londres.
Dans sa carrière variée, Tedeschi a été très actif en tant qu'acteur de voix, et  personnalité de la radio, et à partir du début des années 1950, il est apparu dans de nombreux films et séries télévisées, jouant souvent les seconds rôles.
Malgré son âge avancé, il continue à se produire au théâtre.
Depuis longtemps, il réside à Pettenasco, petit village du lac d'Orta dans la province de Novare. Il a deux filles, Enrica, née de son premier mariage, professeur d'université de sociologie, et Sveva, également comédienne.
Le 20 avril 2020 il a fêté ses cent ans, et a reçu un message de vœux du président de la République italienne, Sergio Mattarella.

## Filmographie partielle
- 1951 : Il padrone del vapore de Mario Mattoli
- 1955 : Les Cinq Dernières Minutes de Giuseppe Amato
- 1959 : La Loi de Jules Dassin
- 1959 : Non perdiamo la testa de Mario Mattoli
- 1960 : Carthage en flammes  (Cartagine in fiamme) de Carmine Gallone
- 1960 : Adua et ses compagnes (Adua e le compagne) de  Antonio Pietrangeli
- 1961 : Mission ultra-secrète  (Il federale) de Luciano Salce
- 1961 : Madame Sans-Gêne de Christian-Jaque
- 1962 : Gli eroi del doppio gioco de Camillo Mastrocinque
- 1963 : I quattro tassisti  de Giorgio Bianchi
- 1963 : Tempo di Roma Denys de La Patellière
- 1963 : Un marito in condominio d'Angelo Dorigo
- 1966 : On a volé la Joconde de Michel Deville
- 1966 : Comment j'ai appris à aimer les femmes (Come imparai ad amare le donne) de Luciano Salce
- 1968 : C'est mon mari et je le tue quand bon me semble (Il marito è mio e l'ammazzo quando mi pare) de Pasquale Festa Campanile
- 1969 : Gli infermieri della mutua
- 1970 : Brancaleone s'en va-t-aux croisades (Brancaleone alle crociate) de Mario Monicelli
- 1971 : Ma femme est un violon  (Il merlo maschio) de Pasquale Festa Campanile
- 1971 : Io non vedo, tu non parli, lui non sente de Mario Camerini
- 1972 : Les Proxénètes (Ettore lo fusto) d'Enzo G. Castellari : Priam
- 1975 : Plus moche que Frankenstein tu meurs (Frankenstein all'italiana) de Armando Crispino
- 1977 : Mimi Bluette (Mimì Bluette, fiore del mio giardino) de Carlo Di Palma
- 1977 : Qui sera tué demain ? (Il mostro) de Luigi Zampa
- 1979 : Dottor Jekyll e gentile signora de Steno.
- 1980 : Rosy la Bourrasque (Temporale Rosy) de  Mario Monicelli
- 1994 : Prestazione straordinaria de Sergio Rubini
- 2013 : Viva la libertà de  Roberto Andò